# Chao Phraya Express Boat

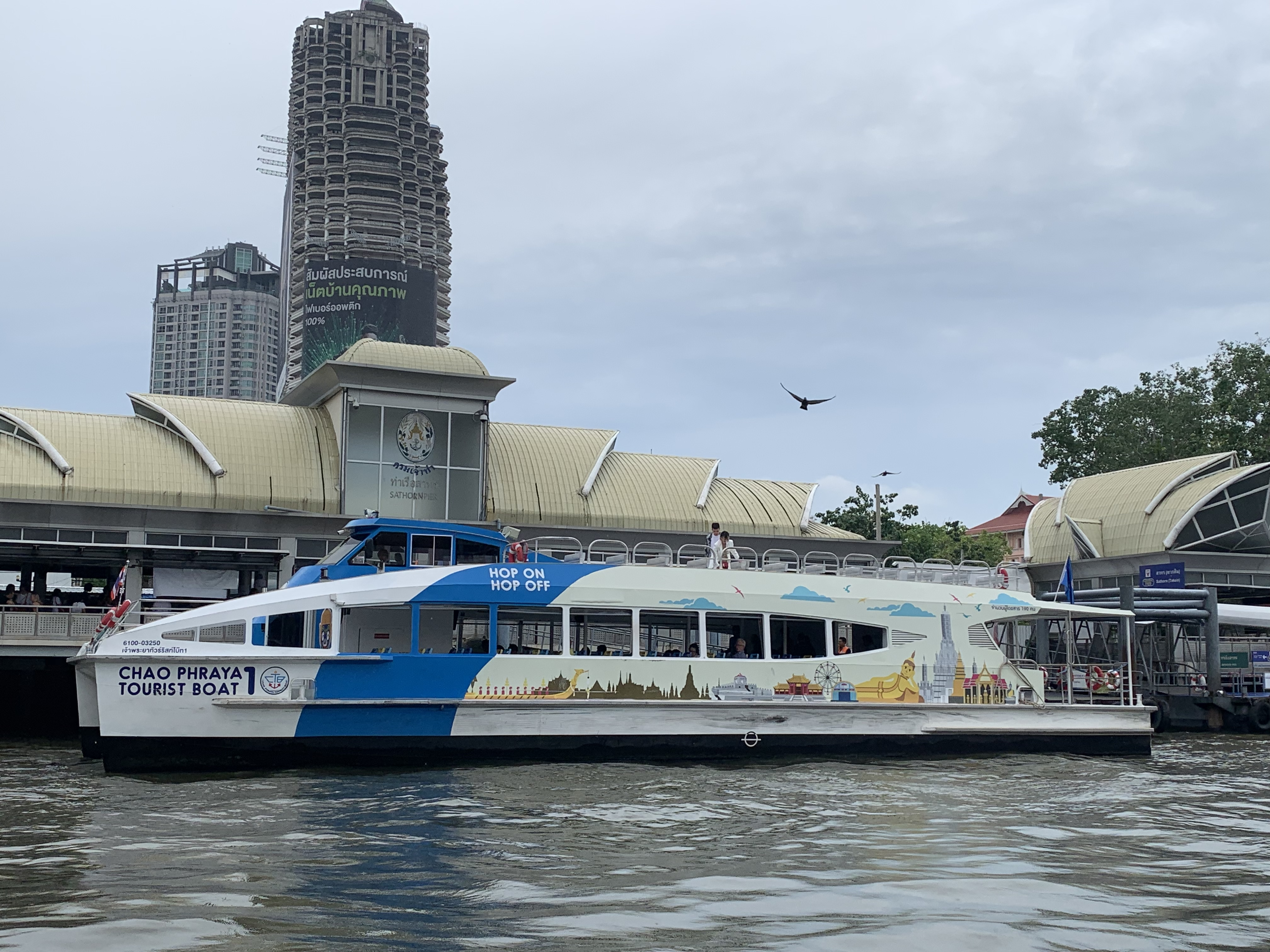
Sathon Pier

De Chao Phraya Express Boat (Thai: เรือด่วนเจ้าพระยา) is een vervoersdienst in Thailand, die beschikbaar is op de Chao Phraya. Het voorziet in riviergebieden watertransport tussen de haltes in de hoofdstad van Bangkok en naar Nonthaburi, de provincie ten noorden van Bangkok. De dienst werd opgericht in 1971.
De Chao Phraya Express Boat Company biedt zijn service zowel voor lokale pendelaars als toeristen aan. Het beschikt ook over speciale boten voor toeristen. De dienst heeft groot succes met het verplaatsen van grote aantallen passagiers in een stad waarvan de wegen vaak worden bekritiseerd over de veelvuldige files (de botenservice, samen met de Skytrain van Bangkok en de metro van Bangkok zijn de enige manieren om de files absoluut te vermijden), maar ook met de stijl van de vloot - sierlijke, houten boten -, die zelden elders worden aangetroffen in de rest van de wereld bij watertransport.
De dienst heeft beschikking over 65 boten. De route heeft een totale lengte van 21 kilometer. De boten varen van zes uur 's ochtends tot half acht 's avonds. Per dag reizen gemiddeld 40.000 passagiers met de dienst.